# Vanellus melanopterus
La pavoncella alinere (Vanellus melanopterus, Cretzschmar, 1829), è un uccello della famiglia dei Charadriidae.

## Sistematica
Vanellus melanopterus ha due sottospecie:
- Vanellus melanopterus melanopterus
- Vanellus melanopterus minor

## Distribuzione e habitat
La sottospecie V. m. melanopterus vive in Etiopia, Eritrea, estremo Sudan orientale, Kenya e Tanzania centro-settentrionale; è di passo in Somalia. V. m. minor vive invece nel sud del Mozambico (raro), Sudafrica e Lesotho.